# プラー・デ・レスターニ

プラ・ダ・ラスターニの位置

プラ・ダ・ラスターニ（Pla de l'Estany）は、スペイン・カタルーニャ州ジローナ県のコマルカ。地名は『湖の平野』という意味である（バニョラス湖にちなむ）。面積は262.8平方km、人口28,893人（2007年）。
住民投票によって、1988年にジロネスの北西部から分離して単独のコマルカとなった。西のガローチャ、東のアルト・アンプルダー、南はジロネスと接する。
プラ・ダ・ラスターニはほとんどが農業地帯であるが、織物、家具、製革、鉄及び銅の採掘などの工業も行われている。

## プラ・デ・ラスターニの自治体
- バニョーラス（Banyoles）　-　約17,000人